# Église Saint-Martin-de-Vertou de Grez-Neuville
L'église Saint-Martin-de-Vertou est une église située à Grez-Neuville, en France.

## Localisation
L'église est située dans le département français de Maine-et-Loire, sur la commune de Grez-Neuville.

## Historique
L'édifice, dont la construction s'étale sur les XIe siècle, XIIe siècle, XVIIe siècle et XVIIIe siècle, est inscrit au titre des monuments historiques en 1972.